# Alisson Becker
Alisson Ramses Becker, közismert nevén Alisson (Novo Hamburgo, 1992. október 2. –) brazil válogatott labdarúgó, aki jelenleg a Liverpool játékosa. Testvére, Muriel Gustavo Becker szintén labdarúgó.

## Pályafutása

### Internacional
Alisson 2002-ben, tízévesen csatlakozott az Internacional akadémiájához. A felnőttcsapatban 2013 februárjában debütált, majd augusztusban a bajnokságban is bemutatkozott. A következő évben, mikor Dida a csapathoz szerződött, tizenegy alkalommal lépett pályára, majd a következő években összesen 57 találkozóig jutott. 2016. február 4-én megegyezett a Romával, és 7,5 millió euró ellenében alá is írta ötéves szerződését. Utolsó mérkőzését brazil csapatával 2016 májusában játszotta, a Chapecoense ellen. Négyéves brazíliai karrierje során több, mint 100 mérkőzésen lépett pályára, és minden évben megnyerte a brazil első osztályt.

### AS Roma
2016 júliusában utazott Olaszországba, augusztusban pedig be is mutatkozott. Első mérkőzését a Porto ellen játszotta a Bajnokok Ligájában, augusztus 17-én. Az idény során a lengyel Wojciech Szczęsny mögött védett, második számú kapusként számítottak rá, azonban így is eljutott 15 mérkőzésig az első szezonban. Mikor Szczęsny eligazolt a Juventusba, Alisson vált az első számú hálóőrré, és a következő szezonban sokkal gyakrabban lépett pályára, összesen 49 alkalommal. 22 mérkőzésen nem kapott gólt, ebből 17-szer a bajnokságban.

### Liverpool
A Liverpool 2018. július 19-én jelentette be Alisson leigazolását, aki 72,5 millió eurós vételárával a valaha volt legdrágábban elkelt kapussá vált (a rekordot röviddel ezután megdöntötték, akkor Arrizabalaga igazolt a Chelsea-be 80 millióért). Alisson augusztus 12-én debütált új csapatában, és remekül kezdett: a klub zsinórban 20 mérkőzésen maradt veretlen a bajnokságban. A BL-ben is jól teljesített, a csoportkör utolsó fordulójában, a Napoli ellen az ő védésének köszönhetően jutottak tovább. Március 4-én megdöntött egy Premier League-rekordot, a szezonban ugyanis ekkor mutatta be 17. gól nélküli meccsét, amivel Pepe Reina 2006-os idénybeli teljesítményét múlta felül. A csapat végül az ő hathatós közreműködésével megnyerte a 2018-19-es Bajnokok Ligáját. Alisson a második szezonban (Karius távozása miatt) megkapta az 1-es mezszámot, az elsőben ugyanis még a 13-ast viselte. 2019 augusztusában egy sérülés miatt hetekre kidőlt, így nem ő, hanem Adrián védett az UEFA-szuperkupában. Decemberben a csapat megnyerte a FIFA-klubvilágbajnokságot a csapattal.

2021. Május 16-án gólt fejelt a West Bromwich elleni bajnokin, a hosszabbítás 5. percében. Ezzel ő lett az első Liverpool-kapus aki tétmeccsen gólt tudott szerezni, valamint egyike annak a hat kapusnak, aki bajnoki mérkőzésen betalált a Premier League indulása óta, és az első, aki győztes gólt szerzett.

## Sikerei, díjai

### Klub
- Internacional
  - Campeonato Gaúcho: 2013, 2014, 2015, 2016
- Liverpool
  - Premier League: 2019–20, 2024-25
  - UEFA-bajnokok ligája: 2018–19
  - FIFA-klubvilágbajnokság: 2019

### Válogatott
- Brazília U20
  - Touloni Ifjúsági Torna: 2013
- Brazília
  - Copa América: 2019

### Egyéni
- UEFA-bajnokok ligája – A szezon csapata: 2017–2018, 2018–2019
- UEFA-bajnokok ligája – A szezon kapusa második helyezés: 2017–2018
- UEFA-bajnokok ligája – A szezon kapusa első helyezés: 2018–2019
- Az év kapusa a Serie A-ban: 2017–18
- Az év csapata a Serie A-ban: 2017–18
- Premier League – Aranykesztyű: 2018–19[17]

## Statisztikái

### Klubokban
2023. augusztus 29-i állapot szerint
| Klub           | Szezon         | Bajnokság      | Bajnokság | Bajnokság | Kupa  | Kupa  | Kupa  | Kupa  | Ligakupa | Ligakupa | Nemzeti | Nemzeti | Egyéb | Egyéb | Összes | Összes |
| Klub           | Szezon         | Liga           | Mérk.     | Gólok     | Mérk. | Gólok | Mérk. | Gólok | Mérk.    | Gólok    | Mérk.   | Gólok   | Mérk. | Gólok | Mérk.  | Gólok  |
| -------------- | -------------- | -------------- | --------- | --------- | ----- | ----- | ----- | ----- | -------- | -------- | ------- | ------- | ----- | ----- | ------ | ------ |
| Internacional  | 2013           | Série A        | 6         | 0         | 1     | 0     | 2     | 0     | —        | —        | —       | —       | —     | —     | 9      | 0      |
| Internacional  | 2014           | Série A        | 11        | 0         | 3     | 0     | 0     | 0     | —        | —        | —       | —       | 14    | 0     | 28     | 0      |
| Internacional  | 2015           | Série A        | 26        | 0         | 15    | 0     | 4     | 0     | —        | —        | 12      | 0       | —     | —     | 57     | 0      |
| Internacional  | 2016           | Série A        | 1         | 0         | 17    | 0     | 0     | 0     | —        | —        | —       | —       | 3     | 0     | 21     | 0      |
| Internacional  | Összesen       | Összesen       | 44        | 0         | 36    | 0     | 6     | 0     | —        | —        | 12      | 0       | 17    | 0     | 115    | 0      |
| Roma           | 2016–17        | Serie A        | 0         | 0         | —     | —     | 4     | 0     | —        | —        | 11      | 0       | —     | —     | 15     | 0      |
| Roma           | 2017–18        | Serie A        | 37        | 0         | —     | —     | 0     | 0     | —        | —        | 12      | 0       | —     | —     | 49     | 0      |
| Roma           | Összesen       | Összesen       | 37        | 0         | —     | —     | 4     | 0     | —        | —        | 23      | 0       | —     | —     | 64     | 0      |
| Liverpool      | 2018–19        | Premier League | 38        | 0         | —     | —     | 0     | 0     | 0        | 0        | 13      | 0       | —     | —     | 51     | 0      |
| Liverpool      | 2019–20        | Premier League | 29        | 0         | —     | —     | 0     | 0     | 0        | 0        | 5       | 0       | 3     | 0     | 37     | 0      |
| Liverpool      | 2020–21        | Premier League | 33        | 1         | —     | —     | 1     | 0     | 0        | 0        | 7       | 0       | 1     | 0     | 42     | 1      |
| Liverpool      | 2021/22        | Premier League | 36        | 0         | —     | —     | 4     | 0     | 1        | 0        | 13      | 0       | —     | —     | 54     | 0      |
| Liverpool      | 2022/23        | Premier League | 37        | 0         | —     | —     | 2     | 0     | —        | —        | 8       | 0       | —     | —     | 47     | 0      |
| Liverpool      | 2023/24        | Premier League | 3         | 0         | —     | —     | 0     | 0     | 0        | 0        | 0       | 0       | —     | —     | 3      | 0      |
| Liverpool      | Összesen       | Összesen       | 176       | 1         | —     | —     | 7     | 0     | 1        | 0        | 46      | 0       | 4     | 0     | 234    | 1      |
| Teljes karrier | Teljes karrier | Teljes karrier | 257       | 1         | 36    | 0     | 17    | 0     | 1        | 0        | 81      | 0       | 21    | 0     | 413    | 1      |

1. ↑  Magába foglalja a Campeonato Gaúchon
2. ↑  Magába foglalja a Primeira Liga (Brazil)-t, Copa FGF-t és Supercopa Gaúcha-t
3. 1 2  Pályára lépések a Brazil kupában
4. ↑  Pályára lépek a Copa Libertadoresen
5. ↑  Pályára lépések az Olasz kupában
6. ↑  Egy pályára lépes a Bajnokok ligájában és tíz pályára lépés Európa-ligában
7. 1 2  Pályára lépések a Bajnokok ligájában

### A válogatottban
Legutóbb 2019. november 19-én lett frissítve.
| Nemzeti csapat | Év       | Pályára lépések | Gólok |
| -------------- | -------- | --------------- | ----- |
| Brazília       | 2015     | 3               | 0     |
| Brazília       | 2016     | 12              | 0     |
| Brazília       | 2017     | 7               | 0     |
| Brazília       | 2018     | 12              | 0     |
| Brazília       | 2019     | 10              | 0     |
| Összesen       | Összesen | 44              | 0     |